# Henri Kornblau
 (mars 2025).
Motif : notoriété à démontrer
- Archive Wikiwix
- Bing
- Cairn
- DuckDuckGo
- E. Universalis
- Gallica
- Google
- G. Books
- G. News
- G. Scholar
- Persée
- Qwant
- (zh) Baidu
- (ru) Yandex
- (wd) trouver des œuvres sur Wikidata

| 1. | Préciser le motif de la pose du bandeau. | Précisez le motif de la pose du bandeau en utilisant la syntaxe suivante : {{admissibilité à vérifier\|date=mars 2025\|motif=remplacez ce texte par le motif}}                      |
| 2. | Informer les utilisateurs concernés.     | Pensez à avertir le créateur de l'article, par exemple, en insérant le code ci-dessous sur sa page de discussion : {{subst:avertissement admissibilité à vérifier\|Henri Kornblau}} |

Hersz/Henri Kornblau (né le 17 janvier 1917 à Wólka en Pologne, mort le 31 mars 1945 à Besançon en France) est un militaire et résistant polonais en France.
Résidant d'origine polonaise issu de la diaspora juive installée dans les années 1930, il incorpore la légion étrangère du bureau de Besançon le 24 octobre 1939,. Affecté au 11e régiment étranger d'infanterie, il est blessé par éclat d'obus le 22 mai 1940 durant la bataille de France. Sergent des Forces Française de l'Intérieur durant l'Occupation, il meurt des suites de blessures à l'âge de 28 ans,. Kornblau est inhumé au cimetière juif de Besançon, et son nom inscrit sur la liste des déportés, tués ou fusillés de la synagogue de Besançon.